# Campeonato Europeo de Vela en Alta Mar Mixto
El Campeonato Europeo de Vela en Alta Mar Mixto (EUROSAF Mixed Offshore European Championship en idioma inglés y oficialmente) es una competición internacional de vela de crucero en alta mar, organizada por la Federación Europea de Vela (EUROSAF) desde 2019. Este formato de competición será olímpico a partir de los Juegos Olímpicos de París 2024.
La clase de embarcación utilizada ha cambiado con el tiempo:
- 2019-2020: L30
- 2021: Beneteau Figaro 3

## Palmarés

### Mixto
| N.º | Año  | Sede                | Oro                                     | Plata                                    | Bronce                                         |
| --- | ---- | ------------------- | --------------------------------------- | ---------------------------------------- | ---------------------------------------------- |
| I   | 2019 | Venecia · ( Italia) | Lisa Berger · Christian Kargl · Austria | Sophie Faguet · Jonas Gerckens · Bélgica | Mathilde Géron Pierre Leboucher Francia        |
| II  | 2020 | Génova · ( Italia)  | Marie Riou Benjamin Schwartz Francia    | Sophie Faguet · Jonas Gerckens · Bélgica | Natalia Vía-Dufresne · Iker Martínez · España  |
| III | 2021 | Nápoles · ( Italia) | Cecilia Zorzi · Alberto Bona · Italia   | Sophie Faguet · Jonas Gerckens · Bélgica | Giovanna Valsecchi · Andrea Pendibene · Italia |

## Medallero histórico
- Actualizado hasta Nápoles 2021.

| Núm. | País    | Oro | Plata | Bronce | Total |
| ---- | ------- | --- | ----- | ------ | ----- |
| 1    | Francia | 1   | 0     | 1      | 2     |
| 1    | Italia  | 1   | 0     | 1      | 2     |
| 3    | Austria | 1   | 0     | 0      | 1     |
| 4    | Bélgica | 0   | 3     | 0      | 3     |
| 5    | España  | 0   | 0     | 1      | 1     |
|      | TOTAL   | 3   | 3     | 3      | 9     |